# متصفح الموقع

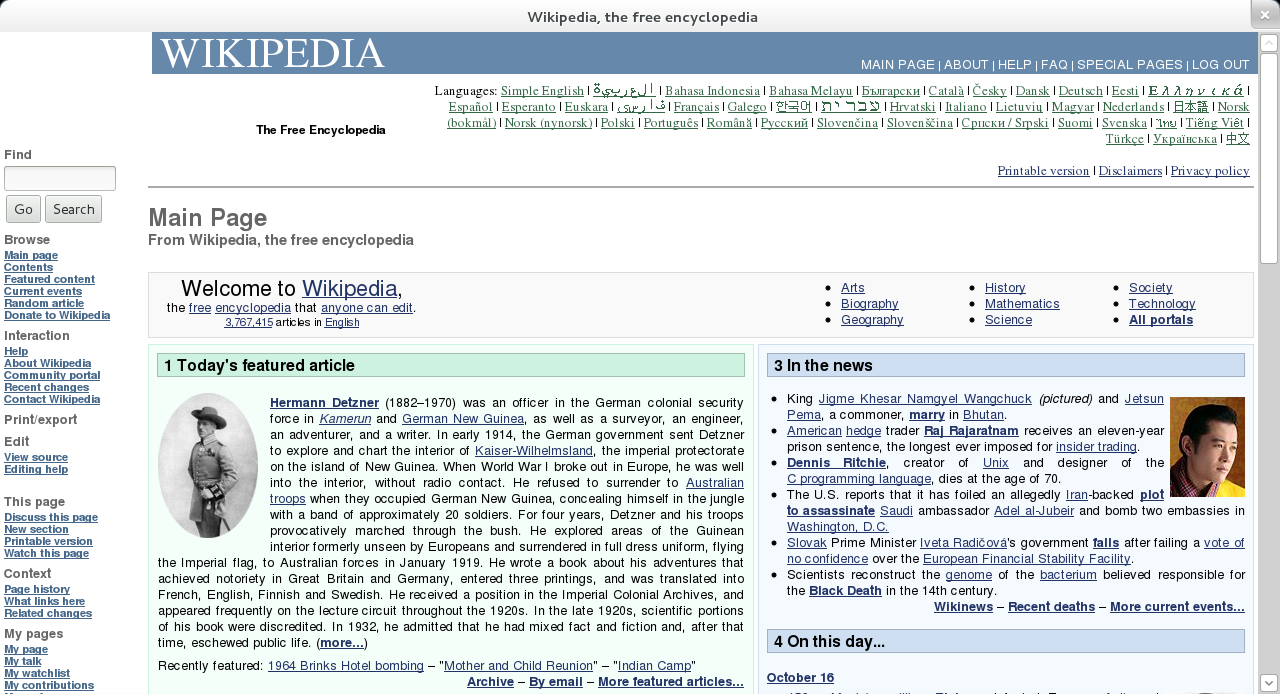
صورة توضيحية

متصفح الموقع متصفح خاص بموقع واحد. متصفحات مواقع الإنترنت وغيره من الشبكات تكثر استعمالاتها وخواصها أما متصفحات الموقع الواحد فأبسط.